# Jauldes
Jauldes – miejscowość i gmina we Francji, w regionie Nowa Akwitania, w departamencie Charente.
Według danych na rok 1990 gminę zamieszkiwało 606 osób, a gęstość zaludnienia wynosiła 24 osób/km² (wśród 1467 gmin regionu Poitou-Charentes Jauldes plasuje się na 487. miejscu pod względem liczby ludności, natomiast pod względem powierzchni na miejscu 251.).